# غادي أيزنكوت
غادي أيزنكوت (بالعبرية: גדי איזנקוט‏) (ولد 19 مايو/أيار 1960 في طبريا)، رئيس أركان الجيش الإسرائيلي. ولد أيزنكوت لعائلة مغربية يهودية في طبريا وكبر في إيلات، التحق بلواء جولاني في عام 1978، وتدرج فيه من قائد سرية إلى قائد كتيبة فنائب لقائد لواء «جولاني». وفي عام 1991، عين إيزنكوت ضابطًا للعمليات في القيادة الشمالية، وفي عام 1992 عين قائد للواء «كرملي»، وفي عام 1994، قائد للواء «إفرايم» في الضفة الغربية، وفي عام 1997، عين قائد للواء «جولاني». وفي عام 1999، رقى لرتبة عميد، وعين سكرتيرًا عسكريًا لرئيس الحكومة.
في عام 2001، عين قائدًا لفرقة بلوغ «عوزبات هاش»، وفي عام 2003، عين قائد لمنطقة الضفة الغربية. وفي عام 2005، رقى لرتبة لواء وعين قائدًا لشعبة العمليات، وفي عام 2006، عين إيزنكوت قائدًا للقيادة الشمالية العسكرية، حيث ينسب إليه في تلك الفترة صياغته لإستراتيجية الضاحية والتي أضحت جزءا من العقيدة القتالية للجيش الإسرائيلي. في نهاية 2014، أعلن بنيامين نتنياهو اختياره رئيسا لأركان الجيش الإسرائيلي بناء على اقتراح من وزير الدفاع موشيه يعالون في وقت بدءت فيه أصوات تنتقد تأخر هذا الإعلان بالتزايد، وشغل غادي أيزنكوت هذا المنصب بدءا من فبراير 2015 خلفا لبيني غانتز، ليكون أول رئيس أركان مغربي في تاريخ دولة إسرائيل.